# کاپا سنگتراش
کاپا سنگتراش یک ستاره است که در صورت فلکی سنگتراش قرار دارد.